# جورج شيرلي
جورج شيرلي (بالإنجليزية: George Shirley)‏ هو مغني أوبرا ومغني أمريكي، ولد في 18 أبريل 1934 في إنديانابوليس في الولايات المتحدة.

## وصلات خارجية
- جورج شيرلي على موقع ميوزك برينز (الإنجليزية)
- جورج شيرلي على موقع أول ميوزيك (الإنجليزية)
- جورج شيرلي على موقع ديسكوغز (الإنجليزية)